# Crepidorhopalon alatocalycinus
Crepidorhopalon alatocalycinus är en tvåhjärtbladig växtart som beskrevs av E. Fischer. Crepidorhopalon alatocalycinus ingår i släktet Crepidorhopalon och familjen Linderniaceae. Inga underarter finns listade i Catalogue of Life.